# Alice Keppel

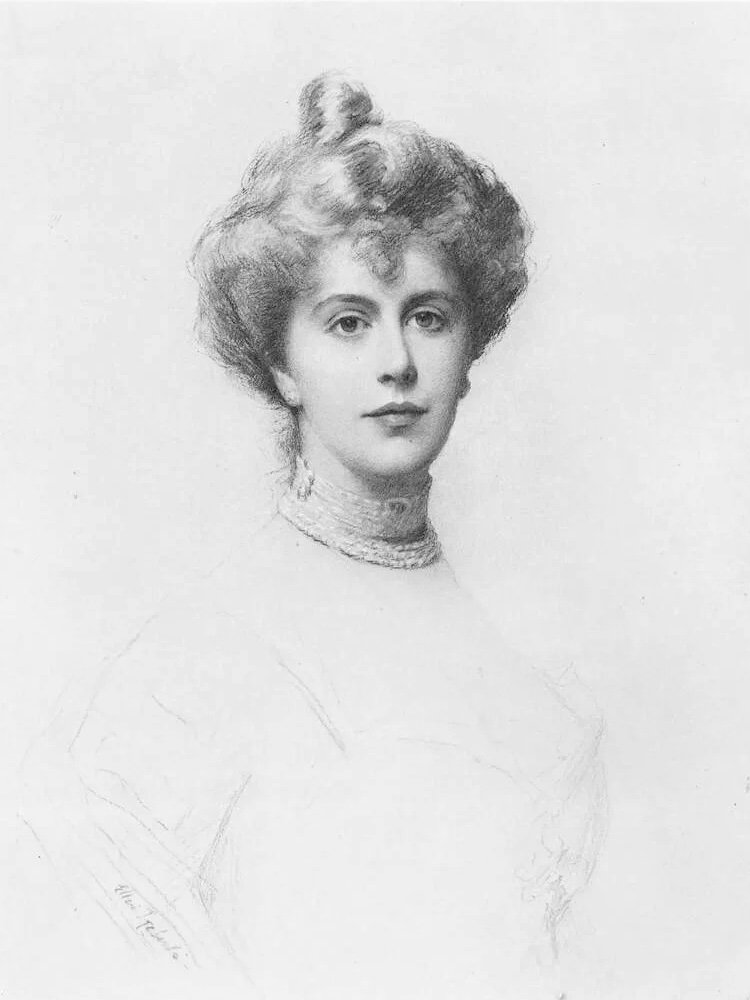
Alice Keppel.

Alice Keppel, nacida Edmonstone (Glasgow, 29 de abril de 1868-Florencia, 11 de septiembre de 1947), fue una socialite británica y la amante más famosa del rey Eduardo VII del Reino Unido, el hijo mayor de la reina Victoria. Su hija, Violeta, fue la amante de la poetisa Vita Sackville-West. En línea materna era la abuela de Rosalind Cubitt y, por lo tanto, bisabuela de Camila Shand Parker-Bowles, segunda esposa del rey Carlos III del Reino Unido.

## Primeros años
Alicia era hija de sir William Edmonstone y Mary Elizabeth Parsons, y nació en Glasgow, vástago de una distinguida familia. Su padre era el cuarto barón Edmonstone y almirante retirado de la Marina Real Británica, y su abuelo había sido gobernador de las islas Jónicas. Tenía un hermano y siete hermanas, Alicia fue la menor. Se casó con George Keppel, hijo del séptimo conde de Albemarle, cuatro años mayor que ella, el 1 de junio de 1891.

## Romances extramaritales
Desde el principio de su matrimonio, Alice tenía fama de adúltera y se rumoreaba que su hija mayor no fue engendrada por su marido, George, sino que en realidad era hija del futuro lord Grimthorpe, uno de sus amantes. Bonita y discreta, Keppel subió rápidamente en la escala social a través de sus relaciones con los hombres prominentes de la época. Conocida como una mujer muy atractiva, sus relaciones extramatrimoniales se iniciaban  por lo general por su deseo de obtener un mejor estatus social. Su éxito como cortesana eclipsó cualquier logro de su marido. La mayoría de sus romances se llevaron a cabo con pleno conocimiento de George. Eduardo VII incluso visitaba la casa de forma regular y su marido se marchaba  convenientemente durante las visitas.
Aunque puede sonar inusual para los estándares actuales, las relaciones extramaritales eran bastante comunes y hasta aceptadas en algunos círculos adinerados de la época. No era raro que tanto el marido como la esposa tuvieran amante o amantes, siempre y cuando sus encuentros fueran discretos. Era, sino aceptable, bastante común para las mujeres de la época, actuar como cortesanas para el beneficio de la carrera de su marido o su propia posición social.
En 1898, Keppel conoció al futuro Eduardo VII, entonces el heredero de 56 años al trono británico. No pasó mucho tiempo antes de que Keppel se convirtiera en una de las muchas amantes de Eduardo, a pesar de una diferencia de veintiocho años de edad. Keppel vivía en Pleasure House, en East Sutton, Kent. Su relación duraría hasta la muerte de Eduardo en 1910 y era bien conocida. «Alice Keppel fue una ayuda excepcional para Eduardo VII, más de lo que su esposa, la reina Alejandra, podría haber sido alguna vez», escribió Christopher Wilson, quien ha realizado extensos escritos sobre la bisnieta de Keppel, Camila Parker Bowles. Keppel fue una de las pocas personas en su círculo que era capaz de apaciguar el oscilante mal genio de Eduardo VII.
La aprobación de Keppel por la realeza y la aristocracia fue variada. Alejandra de Dinamarca, la esposa de Eduardo, estaba en buenos términos con Keppel, lo suficiente para enviarle una carta de consuelo cuando su esposo enfermó de fiebre tifoidea y permitirle ver al rey cuando estaba en su lecho de muerte. Sin embargo, la reina dijo que simplemente toleraba a Keppel, pero no le gustaba. Por el contrario, Alejandra disfrutaba de la compañía de Jennie Jerome, examante de Eduardo, y la encontraba agradable y atractiva. También se dijo que le tenía afecto a Agnes Keyser, con la que Eduardo estuvo involucrado hasta su muerte. Sin embargo, le molestaba que Keppel, aunque fuera discreta, se presentara en los eventos a los que Alejandra asistía acompañando a Eduardo VII, lo que le causaba irritación. Aristócratas de alto rango, como el duque de Norfolk, el duque de Portland y el marqués de Salisbury fueron decididamente fríos con la amante del rey.

## Después de la muerte de Eduardo VII

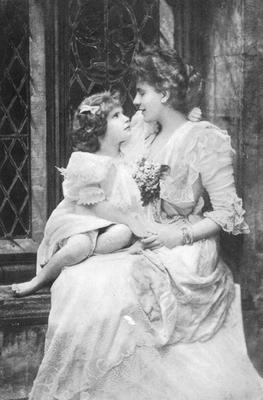
Alice Keppel con Tochter Violet.

Tras la muerte de Eduardo, Keppel se marchó discretamente a Ceilán durante dos años, aunque posteriormente regresó a Inglaterra. Más adelante, cuando se enteró de que Eduardo VIII iba a renunciar al trono para casarse con Wallis Simpson, Keppel comentó: «las cosas se hacían mucho mejor en mis tiempos». En su libro Edward VII's Last Loves: Alice Keppel and Agnes Keyser, el autor Raymond Lamont-Brown hace hincapié en el hecho de que la influencia que Alice Keppel y Agnes Keyser tenían dentro de la corte, tanto en la política como en la diplomacia de la época, no debe subestimarse.
En 1995, una imagen de Alice Keppel con su hija Violet —entonces una niña— fue colocada en un sello de correos británico. Su hija Sonia se casó con Roland, hijo de Henry Cubitt, segundo barón Ashcombe. Roland se convirtió en el tercer barón después de la muerte de su padre en 1947.

## Escandalosa reputación familiar
La hija de Alice Keppel, Violet Trefusis, se convirtió en escritora y fue famosa por sus aventuras sexuales gracias a una relación lésbica de alto nivel y volatilidad con Vita Sackville-West. Keppel se opuso enérgicamente a esta relación y le causaron una gran tensión los intentos de alejar a su hija de Sackville-West. Esto fue debido en menor grado a sus objeciones sobre la orientación sexual de su hija y más a su deseo de que el romance fuera menos conocido públicamente para que su hija estuviera más en sintonía con la aceptación social y la adhesión a la regla no escrita de no perturbar la condición social de una amante. Más tarde, Violeta se convirtió en la amante lesbiana de Winnaretta Singer, la heredera de las máquinas de coser Singer. Alicia no se opuso a este romance, en parte debido a la inmensa riqueza y poder de Singer, y en parte debido a que era un alivio en comparación con la relación anterior, puesto que Singer era más discreta y las dos parecían tener una relación amorosa saludable.
La bisnieta de Keppel, Camila Parker Bowles (ahora reina de Inglaterra), se convirtió en la famosa amante y más tarde en la segunda esposa de Carlos III del Reino Unido.